# Reprezentacja Ukrainy na Mistrzostwach Świata w Narciarstwie Klasycznym 2011
Reprezentacja Ukrainy na Mistrzostwach Świata w Narciarstwie Klasycznym 2011 liczy 15 sportowców.

## Medale

### Złote medale
Brak

### Srebrne medale
Brak

### Brązowe medale
Brak

## Wyniki

### Biegi narciarskie mężczyzn
Sprint
- Roman Lejbiuk - odpadł w kwalifikacjach

Bieg łączony na 30 km
- Roman Lejbiuk - 60. miejsce
- Mirosław Biłosiuk - 66. miejsce

Bieg na 15 km
- Roman Lejbiuk - 36. miejsce
- Ołeksij Szwidkij - 60. miejsce
- Mirosław Biłosiuk - 61. miejsce
- Iwan Biłosiuk - 72. miejsce

Sprint drużynowy
- Ołeksij Szwidkij, Iwan Biłosiuk - 23. miejsce

Bieg na 50 km
- Ołeksij Szwidkij - 61. miejsce
- Iwan Biłosiuk - 65. miejsce

### Biegi narciarskie kobiet
Sprint
- Zoja Zawiediewa - odpadła w kwalifikacjach
- Wita Jakimczuk - odpadła w kwalifikacjach
- Maryna Ancybor - odpadła w kwalifikacjach
- Kateryna Grygorenko - odpadła w kwalifikacjach

Bieg łączony na 15 km
- Wałentyna Szewczenko - 17. miejsce
- Kateryna Grygorenko - 33. miejsce
- Łada Nesterenko - 37. miejsce
- Maryna Ancybor - 50. miejsce

Bieg na 10 km
- Wałentyna Szewczenko - 16. miejsce
- Kateryna Grygorenko - 35. miejsce
- Łada Nesterenko - 36. miejsce
- Zoja Zawiediewa - 40. miejsce

Sztafeta 4x5 km
- Zoja Zawiediewa, Wita Jakimczuk - 15. miejsce

Sztafeta 4x10 km
- Wałentyna Szewczenko, Kateryna Grygorenko, Łada Nesterenko, Maryna Ancybor - 12. miejsce

Bieg na 30 km
- Wałentyna Szewczenko - 14. miejsce
- Łada Nesterenko - 24. miejsce
- Maryna Ancybor - 40. miejsce
- Wita Jakimczuk - nie ukończyła

### Kombinacja norweska
Konkurs indywidualny HS 106/10 km
- Wołodymir Traczuk - 49. miejsce
- Adrij Parkomczuk - 55. miejsce

Konkurs indywidualny HS 134/10 km
- Wołodymir Traczuk - 52. miejsce
- Adrij Parkomczuk - nie ukończył

### Skoki narciarskie mężczyzn
Konkurs indywidualny na skoczni normalnej
- Witalij Szumbareć - 41. miejsce
- Ołeksandr Łazarowycz - 48. miejsce
- Wołodymir Boszczuk - odpadł w kwalifikacjach

Konkurs indywidualny na skoczni dużej
- Witalij Szumbareć - odpadł w kwalifikacjach
- Ołeksandr Łazarowycz - odpadł w kwalifikacjach
- Wołodymir Boszczuk - odpadł w kwalifikacjach